# Zhang Yifan
Zhang Yifan (chinês: 张一璠; 22 de novembro de 2000) é uma nadadora chinesa, campeã olímpica.

## Carreira
Yifan conquistou a medalha de ouro nos Jogos Olímpicos de Verão de 2020 em Tóquio na prova de revezamento 4×200 m livre feminino, ao lado de Yang Junxuan, Tang Muhan, Zhang Yufei, Li Bingjie e Dong Jie, com a marca de 7:40.33.